# Liolaemus donosobarrosi
Espèce
Synonymes
- Ctenoblepharis donosobarrosi Cei, 1974

Statut de conservation UICN

 LC  : Préoccupation mineure
Liolaemus donosobarrosi est une espèce de sauriens de la famille des Liolaemidae.

## Répartition
Cette espèce est endémique d'Argentine, où elle est présente dans les provinces de Mendoza et de Neuquén. On la trouve entre 900 et 1 200 m d'altitude.

## Étymologie
Cette espèce est nommée en l'honneur de Roberto Donoso-Barros.

## Publication originale
- Cei, 1974 : Two new species of Ctenoblepharis (Reptilia: Iguanidae) from the arid environment of central Argentina (Mendoza Province). Journal of Herpetology, vol. 8, no 1, p. 71-75.